# Trochalus overlaeti
Trochalus overlaeti är en skalbaggsart som beskrevs av Louis Burgeon 1944. Trochalus overlaeti ingår i släktet Trochalus och familjen Melolonthidae. Inga underarter finns listade i Catalogue of Life.